# Drillactis pallida
Espèce
Drillactis pallida est une espèce de la famille des Edwardsiidae.

## Systématique
Le nom valide complet (avec auteur) de ce taxon est Drillactis pallida (Verrill, 1880).
L'espèce a été initialement classée dans le genre Edwardsia sous le protonyme Edwardsia pallida Verrill, 1880.
Drillactis pallida a pour synonymes :
- Edwardsia clavata var. pallida
- Edwardsia pallida Verrill, 1880
- Halcampa pallida (Verrill, 1880)